# David Letterman
David Michael Letterman (født 12. april 1947 i Indianapolis, Indiana) er en amerikansk talkshow-vært der frem til maj 2015 var vært på The Late Show with David Letterman. Showet bliver fortsat produceret i det berømte "Ed Sullivan Theatre" på Broadway i New York City, men har siden september 2015 Stephen Colbert som vært.

## Tidlig karriere
Letterman begyndte sin karriere som radiovært og i vejrudsigten på en lokal tv-station i Indianapolis. I 1975 flyttede Letterman til Los Angeles, Californien i håb om at skrive til forskellige komedieserier. Han begyndte samtidig at optræde på The Comedy Store i Los Angeles.
Letterman blev opdaget af den legendariske talkshow-vært Johnny Carson, og blev en fast gæst i The Tonight Show fra 1978.
Han fik sit eget show på NBC, The David Letterman Show, som blev en stor succes og vandt to Emmy Awards. Showet var dog en skuffelse i seertal og stoppede i sommeren 1980.
NBC holdt kontakten med Letterman, og i 1982 fik han igen sit eget talkshow, Late Night with David Letterman. Showet indeholdte ofte uforudsete indslag som "Stupid Pet Tricks", "Top 10 list", "Viewer Mail", "Throwing things off the roof" hvilket gjorde grin med genren.

## Leno-Letterman fejden
Da Johnny Carson forlod The Tonight Show i 1992, troede de fleste, at Letterman ville overtage, da han allerede var kendt fra hans "Late Night with David Letterman" der blev sendt i timen efter Carsons show på NBC. NBC valgte dog i stedet at give jobbet til Jay Leno. Jay Leno havde været en hyppig gæst på Lettermans talkshow, hvilket ændrede sig herefter. Letterman har i tiden herefter haft en sarkastisk og nedgørende humor overfor Jay Leno.
Ironisk nok valgte NBC i 2009 at fyre Conan O'Brien, som på daværende tidspunkt havde overtaget The Tonight Show, fra showet og genindsætte Jay Leno som vært, hvilket fik David Letterman til at kalde Leno for en bølle (engelsk: a brad) under et interview med Conan O'Brien.

## Filmografi

### Tv-programmer
- The David Letterman Show, 1980
- Late Night with David Letterman, 1982-1992
- The Late Show with David Letterman, 1993-2015

### Skuespiller
- Mork & Mindy (tv), 1979, Ellsworth.
- Fast Friends (tv), 1979, som Matt Morgan.
- The Building (tv), 1993, som tyven.
- Cabin Boy, 1994, Earl Hofert.
- Beavis and Butt-Head Do America, 1996, Earl Hofert – Mötley Crüe-roadie #1.
- Private Parts, 1997, som David Letterman.
- Spin City (tv-serie), 1998, som Rags.
- Man on the Moon, 1999, som David Letterman

### Producer
- The Bonnie Hunt Show, 1995-1996
- Everybody Loves Raymond, 1996-2005
- Ed, 2000-2004
- The Late Late Show with Craig Ferguson, 2005-

### Forfatter
- Good Times, 1974 (tv)
- The Starland Vocal Band Show, 1977 (tv)
- The David Letterman Show, 1980 (tv)
- Late Night with David Letterman, 1982 (tv)
- Late Night with David Letterman: 6th Anniversary Special, 1988 (tv)
- Late Show with David Letterman, 1993 (tv)
- Late Show with David Letterman: Video Special, 1995 (tv)
- Late Show with David Letterman: Video Special II, 1996 (tv)

## Citater
- Everyone has a purpose in life. Perhaps yours is watching television.
- There is no off position on the genius switch.
- I wouldn't give his troubles to a monkey on a rock.
- In my Pants!
- Not a match, the board goes back.
- Hello. I'm David Letterman and I'm not wearing any pants.
- Tremendously!
- I don't care what you say, there isn't a man, woman, or child on the face of the earth, who doesn't enjoy a lovely beverage.
- Wash it. Gas it. Give me the keys.

## Udsendelse i Danmark
The Late Show blev sendt i årene 2000-2006 på TV2 Zulu. TV2 Zulu sendte showet sidste gang torsdag 28. september 2006 på grund af den høje pris for showet og lave seertal.[kilde mangler] På grund af mange seerhenvendelser har man dog valgt at genoptage udsendelserne på TV2 Zulu fra 11. december 2006.